# 未来史
未来史（みらいし、英: Future history）は、SF作家がサイエンス・フィクションの共通の背景として構築した未来の想像上の歴史である。時には作家がその未来史の年表を作ることもあるし、そうでなくとも読者が提供された情報を元に年表を再構築することができる。この用語を考案したのはアスタウンディング誌の編集者ジョン・W・キャンベルで、同誌1941年2月号でロバート・A・ハインラインの未来史を指して使ったのが最初である。未来史を構築した最初の作家は一般にニール・R・ジョーンズと言われている。

## 概要
複数の小説で背景が共通であっても、それらが年表のように順序付けて並べられない場合は未来史とは見なされない。例えば、L・M・ビジョルドのヴォルコシガン・サーガやG・R・R・マーティンの1970年代の短篇群は背景が共通だが、一般に未来史とは呼ばれない。単独の小説で時代の変遷を描くものもあるが、これも未来史とは呼ばれないことが多い。例えば、ウォルター・M・ミラー・ジュニアの『黙示録3174年』は一般に未来史とは呼ばれない。
かつては、より字義通りの未来史もいくつか出版された。すなわち、小説あるいは本全体が未来のある時点に書かれた歴史書の体裁をとっているものである。つまり、特定の主人公がおらず、数十年から数世紀にわたる国家や社会の発展を描いたものである。そのような作品の例として、以下のようなものがある。
- ジャック・ロンドン 「比類なき侵略」（1914年） - 『ジャック・ロンドン大予言』に収録。1975年にアメリカと中国の間で起き、中国の完全なジェノサイドで終わったという破滅的戦争を描いている。なお、「Walt Mervin の 'Certain Essays in History' からの短い引用」という体裁を取っている。
- アンドレ・モーロワ The War against the Moon（1928年） - ある善意を持った一味が、月から架空の敵が襲ってくると宣伝することで人類を団結させ、破滅的な世界大戦の勃発を避けようとするが、実は月には本当に住民がいて、最初の星間戦争を引き起こしてしまう。これも、未来の歴史書からの引用であることが明記されている。
- H・G・ウェルズ 「世界はこうなる」 The Shape of Things to Come（1933年） - 2106年に出版された歴史書の体裁をとっている。実際の歴史書の作法に則って、多数の脚注が付けられ、20世紀および21世紀の歴史家の著作（多くは架空）を参考文献として挙げている。別訳題『地球国家2106年』。

アイザック・アシモフは、ファウンデーションシリーズの各作品に上記のような初期の未来史の手法を若干取り入れ、架空の書物である銀河百科辞典からの引用を冒頭に書いている。同様の手法はその後の作家も採用しており、例えばジェリー・パーネルが自身の未来史シリーズで同じような手法を使っている。
また、ポール・アンダースンの "Inside Straight" にも冒頭に未来の歴史書からの引用があり、"Simon Vardis, a short History of Pre-Commonwealth Politics, Reel I, Frame 617" といった非常に正確な引用をしている。

## 主な未来史
その他の特筆すべき未来史を以下に列挙する。
- アイザック・アシモフ 《ロボットもの》と《ファウンデーション》シリーズ（『ロボットと帝国』より徐々に関連付けされた）
- ポール・アンダースンの2つの未来史:《惑星間協調機関》シリーズと《Technic》シリーズ（『鳥人大戦争』など）
- ジョン・ヴァーリイ 《八世界》シリーズ
- W・ウォレン・ウエイジャー（英語版） 『未来からの遺書 2200年の祖父から孫娘へ』
- ジーン・ウルフ 《新しい太陽の書》
- チャールズ・シェフィールド 『マッカンドルー航宙記』を初めとするSF小説群
- クリフォード・D・シマック 『都市』（連作短編集）
- ニール・R・ジョーンズ 《ジェイムスン教授》シリーズ
- ブルース・スターリング《工作者／機械主義者》シリーズ
- オラフ・ステープルドン 『最後にして最初の人類』とその続編
- ストルガツキー兄弟 《Noon Universe》
- コードウェイナー・スミス 《人類補完機構》シリーズ（『鼠と竜のゲーム』『スズダル中佐の犯罪と栄光』など）
- ジョージ・ターナー 『Beloved Sun』を初めとするSF小説群
- C・J・チェリー 《Alliance-Union》（『ダウンビロウ・ステーション』など）
- ラリー・ニーヴン 《ノウンスペース》シリーズ
- ジェリー・パーネル 《CoDominium》シリーズ（『宇宙の傭兵たち』など）
- フランク・ハーバート 《デューン》シリーズ
- H・ビーム・パイパー 《人類連合》
- スティーヴン・バクスター 《ジーリー・クロニクル》
- オクティヴィア・E・バトラー 《Patternist》シリーズ
- マイクル・ビショップ 《都市核》シリーズ
- アラン・ディーン・フォスター 《Humanx Commonwealth》
- ジェイムズ・ブリッシュ 《宇宙都市》シリーズ
- グレッグ・ベア 《ナノテク／量子論理》シリーズ（『凍月』など』）
- ジョージ・R・R・マーティン 《一千世界》シリーズ
- ポール・J・マコーリイ 《4000億の星の群れ》シリーズ
- アーシュラ・K・ル＝グウィン 《ハイニッシュ・サイクル》（『所有せざる人々』、『世界の合言葉は森』、『ロカノンの世界』など）
- アレステア・レナルズ《レヴェレーション・スペース》シリーズ
- ピーター・ワッツ《Sunflower cycle》（『6600万年の革命』など）
- 荒巻義雄 《ビッグ・ウォーズ》シリーズ
- 上田早夕里《オーシャンクロニクル》シリーズ
- 大原まり子『機械神アスラ』などの未来史シリーズ
- 小川一水 《天冥の標》
- 清水義範《宇宙史》シリーズ
- 田中啓文 《人類圏》シリーズ
- 田中芳樹 《銀河英雄伝説》
- 谷甲州 《航空宇宙軍史》
- 林譲治 《AADD》シリーズ
- 春暮康一《系外進出（インフレーション）》シリーズ
- 星野之宣 《2001夜物語》
- 眉村卓 《司政官》シリーズ
- 光瀬龍 《宇宙年代記》（『たそがれに還る』など）
- 山田正紀 《神獣聖戦》シリーズ

## 未来史と歴史改変SF
過去の事象を実際とは異なった形で描く歴史改変SFとは異なり、未来史は書かれた時点から見て現在および未来の事象を描く。
歴史改変SFの作者は、その事象が実際にはどう進展したかを知っていて、その知識が架空の改変された結果の記述にも影響を与えている、という点が大きく異なる。未来史の作者はそのような知識を持たず、その時点の未来に対する推測や予測だけに基づいて書いている。その結果、後になってみれば大きく間違っていることが判明することが多い。
例えば、1933年に書かれたH・G・ウェルズの『世界はこうなる』では、ナチス・ドイツとポーランドの軍事力が拮抗しているため、第二次世界大戦は両者が決着をつけられないまま10年以上も戦うとされていた。また、ポール・アンダースンの1950年代初めに書かれた《惑星間協調機関》シリーズでは、1958年に破滅的な核戦争が起きることになっていて、それでも21世紀には地球上に文明が再建されるだけでなく、月やいくつかの惑星への植民も達成されている。彼らが、第二次世界大戦におけるポーランドの崩壊の早さや、荒廃していない世界でも宇宙計画がそれほど迅速に進まないことを知っていたら、このような作品は書かなかっただろう。『2001年宇宙の旅』で描かれた未来では、宇宙旅行や宇宙での居住が達成されているが、現実にはそのような速度で宇宙開発が進むことはなかった。
未来史SFの問題は、実際の時間が追いついてしまい、内容が時代遅れになってしまう点である。例えば、H・ビーム・パイパーの未来史では1973年に核戦争が起きることになっていた。また、『スタートレック』の未来史もそうなっている部分がある。この問題への対策はいくつか存在する。
第一に、一部の作者は未来のどの時点であるかを明記せず、何らかの技術的インパクトなどによって社会が一旦崩壊したために、現在の暦が使われていない社会を描く。これに関連して、非常に遠い未来のこととして描く方法もある（例えば、アシモフの初期のファウンデーション三部作）。別のケースとして、近未来を描いた小説であっても、その小説世界の過去が現実とは明確に異なったものとして描かれている場合もある（例えば、ケン・マクラウドの Engines of Light 三部作）。
スタートレックの世界では、架空の未来史と現実の歴史の結合は後付け設定を多用して行われている。『ドクター・フー』の場合、秘史として説明されることが多い（すなわち、そういうことは実際にはあったのだが、秘密にされ、一般には知られていないとする）。
ハインラインの場合のように、既に書いた未来史が現実に追いつかれてしまっても、その部分を「デ・ファクト」の歴史改変SFとして扱う作家もいる。
作家によっては、現実に追いつかれたときに、未来史を歴史改変SFに明確に路線変更することもある。例えばポール・アンダースンは《惑星間協調機関》シリーズを1950年代初めに書き始めた。その中で1958年に核戦争が起きることになっていたが、1980年代に続編が書かれたときには、なぜその世界の歴史が現実の歴史と変わってしまったのかを序文で説明していた。